# Sekundærrute 201

Sekundærrute 201 er en rutenummereret motor- og landevejsstrækning mellem Kongens Lyngby og Hillerød.
Lyngbymotorvejen udgør den sydligste del af denne rute.
Rute 201 har en længde på ca. 23 km.